# Бабятинский, Валерий Константинович
Валерий Константинович Бабятинский (род. 15 июля 1942) — советский и российский актёр театра и кино, Народный артист РСФСР (1991).

## Биография
Валерий Бабятинский родился 15 июля 1942 года в Камышине Сталинградской области. Детство прошло в Молдавской ССР, в Дубоссарах, там же окончил среднюю школу с золотой медалью.
В 1963 году окончил театральное училище имени Бориса Щукина (курс Л. М. Шихматова и В. К. Львовой). Будучи студентом третьего курса начал играть на сцене Малого театра, первой заметной ролью стала роль Чацкого в спектакле «Горе от ума» по пьесе А. С. Грибоедова.
Валерий Константинович начинал с амплуа героя, постепенно расширил свой актёрский диапазон.
Валерий Бабятинский выступает и как чтец, мастер художественного слова, занимается общественной работой, преподаёт в театральных вузах (профессор кафедры «Сольное академическое пение» ГМПИ имени Ипполитова — Иванова и профессором кафедры устной и сценической речи МГИКа).

## Творчество

### Роли в театре
- 1963 — «Порт-Артур» — танцующий офицер (ввод)[3]
- 1963 — «Ярмарка тщеславия» — молодой человек (ввод)
- 1963 — «Нас где-то ждут» А. Н. Арбузова — юноша
- 1963 — «Власть тьмы» Л. Н. Толстого — парень (ввод)
- 1963 — «Веер леди Уиндермир» О. Уайльда — пианист
- 1963 — «Живой труп» Л. Н. Толстого — зритель в суде (ввод)
- 1963 — «Госпожа Бовари» по роману Г. Флобера — юноша (ввод)
- 1963 — «Палата» С. Алёшина — Миша (ввод)
- 1963 — «Горе от ума» А. С. Грибоедова — Александр Андреевич Чацкий (ввод)
- 1964 — «Луна зашла» Дж. Стейнбека — солдат (ввод)
- 1964 — «Маскарад» М. Ю. Лермонтова — танцующий
- 1964 — «Человек из Стратфорда» — поп
- 1964 — «Главная роль» С. Алёшина — сотрудник театра
- 1964 — «Нас где-то ждут» А. Н. Арбузова — Федя (ввод)
- 1965 — «Умные вещи» С. Я. Маршака — танцующий
- 1965 — «Дачники» М. Горького — юнкер (ввод)
- 1965 — «Правда — хорошо, а счастье лучше» А. Н. Островского — Платон Зыбкин (премьера)
- 1966 — «Человек бросает якорь» — Андрей
- 1966 — «Украли консула» Г. Мдивани — Рафаэль (ввод)
- 1966 — «Доктор философии» Б. Нушича — Милорад
- 1967 — «Стакан воды» Э. Скриба — Мешем (ввод)
- 1967 — «Оптимистическая трагедия» Вс. Вишневского — матрос
- 1968 — «Криминальное танго» — Янус
- 1970 — «Твой дядя Миша» Г. Мдивани — Игорь (ввод)
- 1971 — «Достигаев и другие» М. Горького — Виктор Нестрашный (премьера)
- 1972 — «Фальшивая монета» М. Горького — Глинкин (премьера)
- 1973 — «Самый последний день» Б. Л. Васильева — Анатолий (ввод)
- 1974 — «Бешеные деньги» А. Н. Островского — Глумов (ввод)
- 1974 — «Лес» А. Н. Островского — Буланов (ввод)
- 1975 — «Вечерний свет» А. Н. Абузова — Галецкий, Михно
- 1975 — «Гроза» А. Н. Островского — Борис (ввод)
- 1978 — «Вина» — Савич
- 1978 — «Твой дядя Миша» — Сабуров (ввод)
- 1979 — «Агония» — следователь
- 1979 — «Красавец мужчина» А. Н. Островского — Олешунин
- 1982 — «Вишнёвый сад» А. П. Чехова — Петя Трофимов
- 1985 — «Зыковы» М. Горького — Хеверн
- 1986 — «Человек, который смеётся» по роману В. Гюго — лорд Дэвид Дерри-Мойр
- 1988 — «Дом на небесах» — Царда
- 1988 — «Вишнёвый сад» А. П. Чехова — Гаев
- 1989 — «Красавец мужчина» А. Н. Островского — Окоёмов (ввод)
- 1989 — «Недоросль» Д. И. Фонвизина — Правдин (ввод)
- 1990 — «И аз воздам» — Голощёкин
- 1990 — «Дикарка» А. Н. Островского — Боев
- 1991 — «Кетхен из Хайльбронна» — граф Отто фон дер Флюэ
- 1993 — «Царь Фёдор Иоаннович» А. К. Толстого — Иов (ввод)
- 1993 — «Дядя Ваня» А. П. Чехова — Серебряков
- 1995 — «Таланты и поклонники» А. Н. Островского — Бакин
- 1995 — «Снежная королева» Е. Л. Шварца — советник (премьера)
- 1998 — «Бешеные деньги» А. Н. Островского — Телятев (премьера)
- 1999 — «Хроника дворцового переворота» — Панин (премьера)
- 2004 — «Три сестры» А. П. Чехова — Кулыгин (премьера)
- 2004 — «Чайка» А. П. Чехова — Сорин (ввод)
- 2006 — «Мария Стюарт» Ф. Шиллера — Берли (премьера)
- 2010 — «Мольер» («Кабала святош») М. А. Булгакова — Людовик Великий (ввод)
- 2011 — «Наследники Рабурдена» Э. Золя — доктор Мург (премьера)
- 2015 — «Филумена Мартурано» Э. Де Филиппо — адвокат Ночелла (ввод)
- 2017 — «Пиковая дама» по повести А. С. Пушкина — Чекалинский
- 2018 — «Смута. 1609—1611 гг.» — Сигизмунд III (премьера)
- 2019 — «Волки и овцы» А. Н. Островского — советник (премьера)

### Фильмография
- 1961 — Девять дней одного года — молодой физик[источник не указан 4694 дня]
- 1962 — Двое в степи — Огарков
- 1962 — Путь к причалу — молодой моряк
- 1964 — Минута истории
- 1965 — Месяц май — Сергей
- 1966 — Выстрел — прапорщик
- 1968 — Портрет Дориана Грея (телеспектакль) — Дориан Грей
- 1970 — Красная площадь — есаул Фортунатов
- 1972 — Правда — хорошо, а счастье — лучше — Платон Зыбкин
- 1972 — Семнадцатый трансатлантический — Митчелл, лейтенант
- 1975 — Фальшивая монета — Глинкин
- 1975 — Лес — Буланов
- 1975 — Достигаев и другие
- 1976 — Ну, публика!
- 1977 — Гонки без финиша
- 1979 — Поэма о крыльях — человек
- 1983 — Вишнёвый сад — Пётр Сергеевич Трофимов
- 1983 — Анна Павлова — Великий Князь
- 1985 — Вариант «Зомби» — Дитц, профессор
- 1985 — Берега в тумане | Мъгливи брегове (Болгария, СССР)
- 1987 — На исходе ночи — Винер
- 1987 — Зыковы — Хеверн
- 1990 — …И аз воздам — Голощёкин
- 1991 — Бесконечность
- 2005 — Три сестры — Фёдор Ильич Кулыгин
- 2007 — УГРО. Простые парни
- 2010 — Туман рассеивается — Келли, директор ЦРУ

## Признание и награды
- Орден «За заслуги перед Отечеством» IV степени (3 сентября 2006 года) — за большой вклад в развитие отечественного театрального искусства и многолетнюю плодотворную деятельность[4]
- Орден «За заслуги в культуре и искусстве» (12 октября 2022 года) — за большой вклад в развитие отечественной культуры и искусства, многолетнюю плодотворную деятельность[5]
- Орден Почёта (25 октября 1999 года) — за большой вклад в развитие отечественной театральной культуры и в связи со 175-летием Государственного академического Малого театра России[6]
- Орден Дружбы (13 сентября 2013 года) — за большой вклад в развитие отечественной культуры и искусства, телевидения, многолетнюю творческую деятельность[7]
- Народный артист РСФСР (11 февраля 1991 года) — за большие заслуги в области советского театрального искусства[1][2]
- Заслуженный артист РСФСР (4 ноября 1974 года)
- Памятная медаль Министерства культуры РФ «150-летие А. П. Чехова» (2011)[8]